# هترس (کارولینای شمالی)
هترس (به انگلیسی: Hatteras) شهری در ایالت کارولینای شمالی کشور ایالات متحده آمریکا است که جمعیت آن در سرشماری سال ۲۰۱۰ میلادی، ۵۰۴ نفر بوده‌است.

## نگارخانه

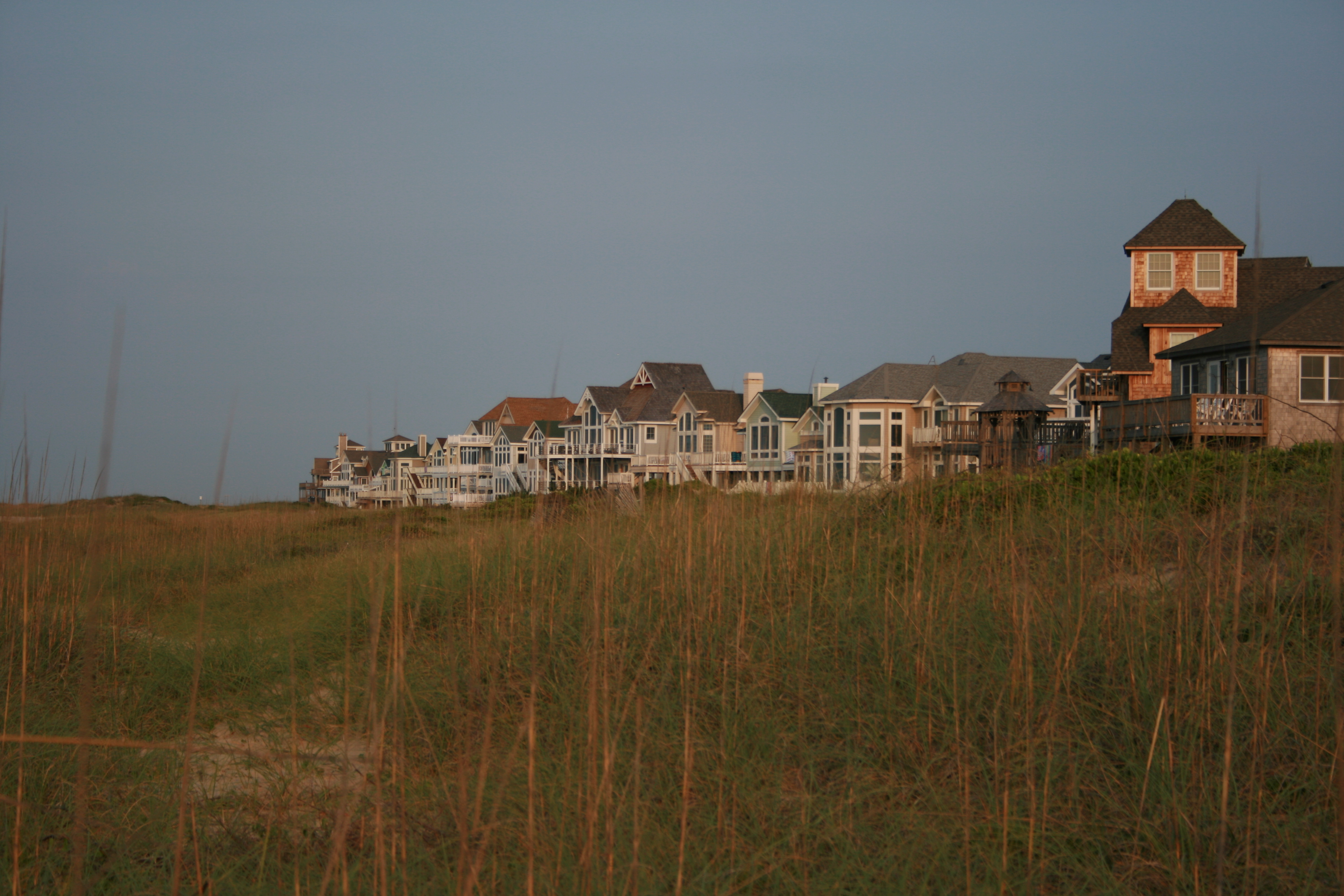
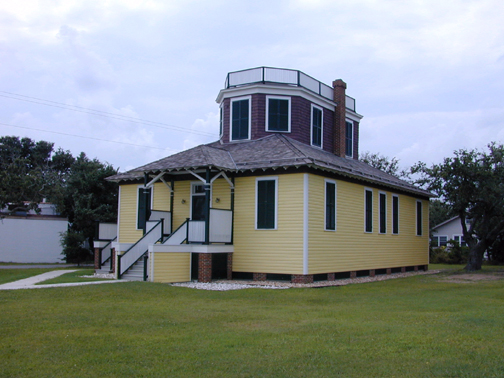